# ボーイ (犬)

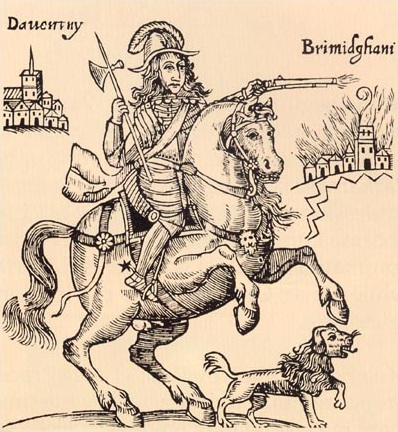
ボーイ（右下）を連れて議会派の拠点を攻撃するプリンス・ルパート。ルパートとその飼い犬を非難した議会派の木版画。

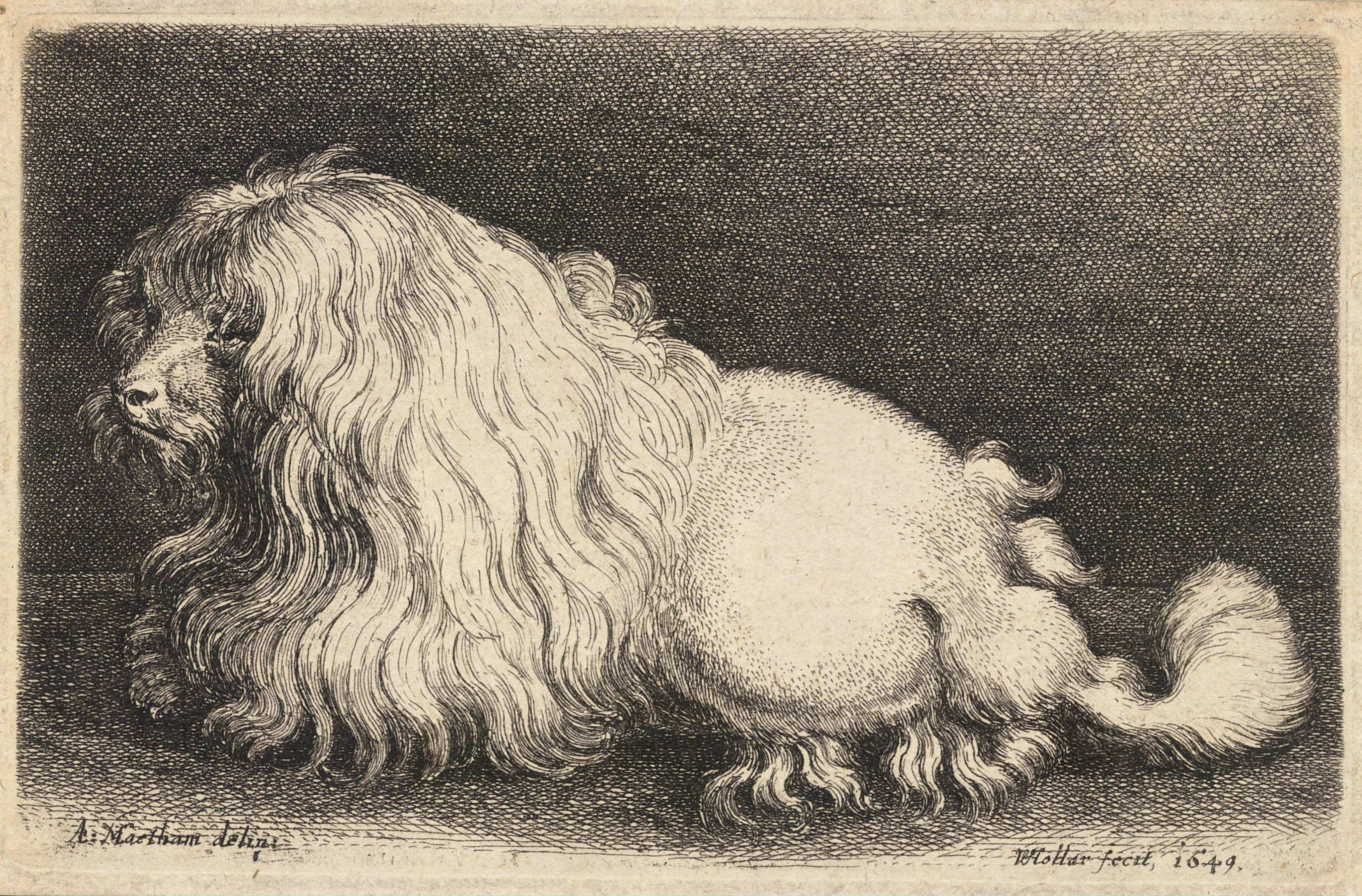
画家ウェンセスラス・ホラーによるボーイと同種のプードルの木版画（1649年）

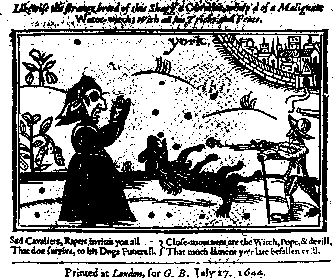
マーストン・ムーアにおけるボーイの戦死を描いた木版画

ボーイ（Boye, ? - 1644年7月2日 マーストン・ムーア、イングランド）は、イングランド内戦における王党派（騎士党）の軍事指導者ルパート・オブ・ザ・ラインの飼育していた白色のオスの狩猟用プードル犬。当時のイングランドの人々に魔力を持つ犬として恐れられた。

## ルパートとの出会い
ボーイははじめ、三十年戦争中にリンツの要塞で捕虜生活を送っていたルパートに与えられた。彼の苦境を心配していたイングランド人貴族の第21代アランデル伯爵トマス・ハワードが、若い公子の幽閉生活の孤独を癒そうと犬をプレゼントしたのだった。当時、白色の狩猟用プードルは珍しい犬種だった。ボーイは多くの人々に珍しがられ、ヨーロッパ中で有名になり、評判を聞きつけたオスマン帝国のスルタン・ムラト4世が自分の家臣にボーイにそっくりの犬を見つけてくるよう命じたほどだった。ボーイは1644年に死ぬまでルパートと常に行動を共にすることになる。

## プロパガンダと魔力
ボーイは1642年に主人に連れられて渡英した。ルパートはイングランド内戦における王党派（騎士党）の象徴的存在であり、しばしば議会派（円頂党）のプロパガンダの標的にされた。ルパートに連れられて戦闘に参加していたボーイも、主人と一緒に議会派の激しい中傷を受けた上、議会派の兵士たちから魔女の使い魔のような存在ではないかと大いに恐れられた。このため、ボーイの「魔力」に関してたくさんの逸話が残った。一部の人々は、ボーイは悪魔が犬に身をやつしたものだと考えた。王党派は議会派のボーイに対する迷信深い恐怖心を嘲笑し、ボーイに関する様々な冗談を作った。その中には、ボーイは「ラップランドの姫」（つまりサーミ人の魔女）が白い犬に変身した姿である、というものなどがあった。ボーイは隠された財宝を見つけることができ、攻撃されても不死身であり、ルパートが撃った弾丸を口でキャッチすることができ、さらに女占い師マザー・シプトンよろしく予言もできる、と噂されていた。王党派の兵士たちもボーイの「神通力」を盛んに喧伝し、国王軍のマスコット的存在に祭り上げ、ボーイを少将（Sergeant-Major-General）に任命した。

## 死去
ボーイは1644年7月2日のマーストン・ムーアの戦いで落命した。ボーイは安全な王党派の陣営につながれていたが、逃げ出して主人のルパートの後を追った。戦況は国王軍に不利な形勢となり、ルパートは戦場からの退却を余儀なくされた。ボーイはルパートの退却時の戦闘で死去した。ボーイの死は木版画に描かれて、一般民衆にニュースとして広められた。議会派の聖職者で著述家のサイモン・アッシュは、この「非常に著名な」犬の死を当時の人々の関心を引いた事件の一つとして記している。

## 引用
1. 1 2 3  Spencer, p.42.
2. ↑  Purkiss, 2007, p.175.
3. ↑  Spencer, p.127.
4. ↑  Purkiss, 2001, p.276.
5. ↑  Purkiss, 2007, p.377.
6. ↑  Wedgwood, p.148.
7. ↑  Gaunt, p.41.
8. ↑  Bence-Jones, p.50.